# Hydrozetes lemnae
Hydrozetes lemnae är en kvalsterart som först beskrevs av Coggi 1897.  Hydrozetes lemnae ingår i släktet Hydrozetes och familjen Hydrozetidae. Inga underarter finns listade i Catalogue of Life.